# Michel Brunet (paleontólogo)
Michel Brunet, 6 de abril de 1940 (85 años), es un paleontólogo francés, actualmente reconocido como paleoantropólogo, y profesor del Collège de France. En 2001, Brunet anunció el descubrimiento en África Central de un cráneo y una mandíbula de un homínido del Mioceno apodado Toumaï.
Brunet nació en Vienne en 1940, en la región de Poitou. Después de pasar sus primeros años en el campo, a los 8 años se fue a vivir con su familia Versalles. Obtuvo el doctorado en paleontología en la Sorbona de París y llegó a ser profesor de Paleontología de Vertebrados en la Universidad de Poitiers, especializándose en ungulados.
Uno de los puntos decisivos en la carrera de Brunet fue la noticia de que el paleoantropólogo David Pilbeam estaba buscando fósiles hominoideos en Pakistán, en busca de antecesores de los homínidos. Esto animó a Brunet a formar un equipo junto a su compañero Emile Heintz con la idea de buscar simios extintos en Afganistán. Esta expedición fue un fracaso, y no encontraron ningún fósil hominoideo.
En la década de 1980 Brunet y Pilbeam decidieron juntos viajar a África. El objetivo era verificar la idea de Yves Coppens, quien afirmaba que los homínidos procedían de las sabanas del este de África. La idea de ambos paleontólogos era que la orilla del lago Chad sería un imán para los mamíferos, y quizás también homínidos. En 1984 empezaron a buscar en Camerún, pero las nueve sesiones de campos empleadas fueron desalentadoras, sin hallazgos de homínidos.
Se le presentó una nueva oportunidad cuando el gobierno del Chad le dio permiso para dirigir sus investigaciones del desierto del Djourab que, debido a la Guerra civil del Chad, había sido cerrado para extranjeros. Inmediatamente, Brunet formó la Misión Paleoantropológica Chado-Francesa (Mission Paléoanthropologique Franco-Tchadienne o MPFT) una alianza chado-francesa que unió la Universidad de Poitiers con la Universidad de Yamena y el Centre Nationale d'Appui à la Recherche (CNAR).
El área demostró ser un sito rico en fósiles, y en las expediciones encabezadas por Brunet se recuperaron casi 8000 fósiles, incluidos restos homínidos. El 23 de enero de 1995 encontró una mandíbula de 3,5 millones de años de antigüedad, que clasificó como una nueva especie australopitecina, Australopithecus bahrelghazali. La mandíbula fue apodada Abel, como tributo al fallecido compañero Abel Brillanceau. Abel fue el primer fósil homínido encontrado en África occidental, transformando radicalmente el conocimiento sobre la distribución de los primeros homínidos, que hasta entonces se pensaban únicamente presentes en el sur y, especialmente, en el oeste de África.
En medio de estas discusiones, el 19 de julio de 2001 el equipo de Brunet hizo un descubrimiento aún más importante; un estudiante chadiano de la misión, Ahounta Djimdoumalbaye, desenterró un cráneo casi completo, de unos 6 o 7 millones de años de antigüedad, que el presidente de Chad, Idriss Déby apodó Toumaï, y fue clasificado por Brunet como el primer ejemplar de Sahelanthropus tchadensis. Brunet y otros, como Tim White, estaban fuertemente convencidos de que Toumaï era un homínido, aunque otros expertos como Milford Wolpoff opinaban que se trataba de un simple simio hominoideo. Otros expertos, como Chris Stringer, argumentaban que no estaba claro que Sahelanthropus perteneciera a nuestra línea evolutiva.
Brunet respondía afirmando que otras excavaciones, en otros puntos de la zona, habían descubierto restos adicionales que evidenciaban que Sahelanthropus fue un homínido, aunque sus conclusiones sobre estos nuevos hallazgos son todavía debatidos por algunos científicos.
Este descubrimiento lanzó a Brunet al reconocimiento mundial en el campo de la paleoantropología y,  en 2003, fue galardonado con el Premio Dan David, otorgado a aquellos cuyos logros hayan afectado o ayudado a mejorar nuestro conocimiento sobre el mundo.